# آئروسپاسیال ان ۲۶۲
آئروسپاسیال ان ۲۶۲ (به انگلیسی: Aérospatiale N 262) یک هواپیمای ساختِ کارخانهٔ آئروسپاسیال در کشور فرانسه است که در سال ۱۹۶۲–۱۹۷۶ ساخته شد. نخستین استفاده‌کنندهٔ این هواپیما نیروی هوایی فرانسه بوده‌است.